# Маунтен-В'ю (округ Луна, Нью-Мексико)
Маунтен-В'ю (англ. Mountain View) — переписна місцевість (CDP) в США, в окрузі Луна штату Нью-Мексико. Населення — 134 особи (2020).

## Географія
Маунтен-В'ю розташований за координатами 32°13′44″ пн. ш. 107°44′46″ зх. д. / 32.22889° пн. ш. 107.74611° зх. д. (32.228907, -107.746229).  За даними Бюро перепису населення США в 2010 році переписна місцевість мала площу 0,79 км², уся площа — суходіл.

## Демографія
Згідно з переписом 2010 року, у переписній місцевості мешкали 122 особи в 51 домогосподарстві у складі 36 родин. Густота населення становила 154 особи/км².  Було 62 помешкання (78/км²).
Расовий склад населення:
| - 63,9 % — білих - 1,6 % — азіатів - 33,6 % — осіб інших рас |

До двох чи більше рас належало 0,8 %. Частка іспаномовних становила 70,5 % від усіх жителів.
За віковим діапазоном населення розподілялося таким чином: 19,7 % — особи молодші 18 років, 52,4 % — особи у віці 18—64 років, 27,9 % — особи у віці 65 років та старші. Медіана віку мешканця становила 46,3 року. На 100 осіб жіночої статі у переписній місцевості припадало 100,0 чоловіків;  на 100 жінок у віці від 18 років та старших — 96,0 чоловіків також старших 18 років.
Цивільне працевлаштоване населення становило 28 осіб. Основні галузі зайнятості: фінанси, страхування та нерухомість — 57,1 %, освіта, охорона здоров'я та соціальна допомога — 42,9 %.